# The Sun the Snake and the Hoo
The Sun the Snake and the Hoo è il primo EP dei Boohoos, prodotto dalla Electric Eye di Claudio Sorge nel 1987. Il disco è stato poi inserito nella Greatest Hits del 2008 dal titolo Here Comes The Hoo (1986-87), che comprende oltre all'EP, anche l'album Moonshiner.

## Tracce
Lato A
1. T.V. Krooger
2. Maybe Baby
3. Getaway

Lato B
1. Freedom
2. Search And Destroy